# Natalja Jucharevová
Natalija Juchareva, rusky Наталья Юхарева (* 17. září 1975 Leningrad, Sovětský svaz) je bývalá reprezentantka Ruska v sambu a judu.

## Sportovní kariéra
S bojovými sporty začala v rodném městě pod vedením Viktora Antonova. V roce 2000 se jí narodil syn Jurij. Po mateřské dovolené se rozhodla s manželem Sergejem zaměřit přípravu na judo a kvalifikovat se na olympijské hry v Athénách v roce 2004. Tento cíl se jí podařilo splnit a v Athénách obsadila pěkné 7. místo. Po olympijských hrách se nepohodla s reprezentačním trenérem Rachlinem, který nutil své svěřenkyně věnovat se pouze jednomu zápasnickému stylu. Jelikož celou svoji kariéru kombinovala (finančních důvody) judo se sambem musela reprezentaci opustit. Vrátit se mohla až s příchodem Larjukova, ale na olympijské hry v Pekingu v roce 2008 se nekvalifikovala.

## Výsledky

### Judo
| Olympijské hry     | 7. |   |   |     | —   |
| Mistrovství světa  |    | — |   | úč. |     |
| Mistrovství Evropy | 3. | — | — | 5.  | úč. |